# June McCarroll
June McCarroll (Condado de Lewis, Nueva York, 30 de junio de 1867 – 30 de marzo de 1954) fue una enfermera y médica estadounidense. Es considerada por el Departamento de Transportes de California autora de la idea de pintar líneas blancas (marcas viales) para separar los carriles de tráfico en las carreteras. La autoría la reclaman también la Administración Federal de Carreteras y el Departamento de Transporte de Míchigan al pintar con anterioridad estas líneas dos hombres en Míchigan.

## Biografía
June Adaline Whittelsey nació en el Condado de Lewis, Nueva York. Creció en Adirondacks. Su madre, Adaline falleció el 9 de diciembre de 1867, cuando McCarroll tenía sólo cinco meses. En el censo de 1880, su padre, casado nuevamente, y su familia vivían en Emporia, Kansas, donde fue alcalde un tiempo. Hacia 1888 su padre había abandonado a su segunda mujer e hijo en Kansas y fue a Los Ángeles, California, donde McCarroll más tarde se le unió. El 31 de diciembre de 1896, con  29 años, se casó con Timothy Preston Hill, de 36 años, en Los Ángeles. Fue una relación de corta duración, y en el año 1900, se habían separado. El censo de Los Ángeles de 1900 muestra a McCarroll como June Hill, médica, casada por tres años pero sin esposo en el hogar. En el año 1900 se casó con James R. Robertson.
McCarroll asistió a una Facultad de Medicina en Chicago, y finalmente se mudó al sur de California en 1904 con su segundo esposo, James R. Robertson. Esperaban que el clima del desierto le ayudara a recuperarse de la tuberculosis, pero Robertson murió en 1914. En dos años, se había vuelto a casar, esta vez con Frank Taylor McCarroll, gerente de la estación local para el ferrocarril del Pacífico Sur. Fue enfermera (y más tarde médica) para la compañía de Ferrocarril Southern Pacific a comienzos del siglo XX. De 1907 a 1916, fue la única médica que atendía regularmente en el vasto desierto entre el Lago Saltón y Palm Springs. También fue la única persona médica en atender a las cinco reservas indias en el área en nombre de la Oficina de Asuntos Indígenas.

### Marcas viales en las carreteras
En el otoño de 1917, McCarroll conducía por la carretera dirigiéndose a su oficina en la ciudad de Indio, en un tramo de carretera que luego se incorporaría a la Ruta 99 de los Estados Unidos; la carretera permanece hoy como parte del bulevar Indio. Fue sacada de la carretera por un camión.  Entonces pensó en pintar una línea blanca en el centro de las carreteras del país como medida de seguridad.
McCarroll comunicó su idea a la cámara de comercio local y a la Junta de Supervisores del Condado de Riverside, sin éxito. Finalmente, ella misma pintó a mano una franja blanca en el medio de la carretera, estableciendo así el ancho real del carril para evitar accidentes similares. A través del Indio Women's Club y muchas organizaciones de mujeres similares, McCarroll lanzó una campaña de redacción de cartas en todo el estado para apoyar su propuesta. En noviembre de 1924, la idea fue adoptada por la Comisión de Carreteras de California y se pintaron 3.500 millas (5.600 km) de líneas a un costo de 163,000 $ (equivalente a $ 1.92 millones en 2018). Más tarde la idea se adoptó en todo el mundo.

#### Otras autorías
La Administración Federal de Carreteras reconoció a Kenneth I. Sawyer, de la Comisión de Carreteras del Condado de Marquette en Míchigan, por pintar la primera línea central de la carretera en 1917 en lo que entonces era M-15 (parte de la moderna Carretera del Condado 492). Las fotografías de 1917 de la ubicación de Míchigan muestran claramente la línea central en su lugar durante ese verano, antes del incidente de McCarroll en el otoño de 1917. La primera línea central fue pintada por Edward N. Hines en el área de Detroit en 1911 en una calle de la ciudad, por lo que ninguno puede reclamar la primera línea central en el país. Por sus esfuerzos, Hines recibió el primer Premio Paul Mijksenaar Design for Function en Ámsterdam en 2011.

## Premios y reconocimientos
Una placa conmemorativa a McCarroll se encuentra en la intersección del Boulevard Indio y Fargo Street en Indio, California. El 24 de abril de 2002, en honor a su contribución a la seguridad vial, California designó oficialmente el tramo de la Interestatal 10 en California cerca de Indio este en la salida de Indio Boulevard / Jefferson Street como "The Doctor June McCarroll Memorial Freeway". La placa se encuentra en las coordenadas GPS. 33°43.260′N 116°13.040′W.